# Modèle Standard neutrinique minimal
Le Modèle Standard neutrinique minimal, souvent désigné par le sigle νMSM (pour l'anglais Neutrino Minimal Standard Model) ou MSMν en français, est une extension du Modèle Standard de la physique des particules.  Il ajoute à celui-ci trois neutrinos stériles, n'interagissant que par gravitation. Ils sont les pendants à chiralité droite des neutrinos ν usuels. Ils se comporteraient alors comme des particules de Majorana massives.
Un modèle expliquant la masse des neutrinos dans ce cas est le mécanisme à bascule, couplant neutrinos lévogyres de Dirac et dextrogyres de Majorana.
Cette théorie a principalement été développée dans les années 1980 et fut remise au goût du jour dans les années 2000.
Ce modèle, en plus d'expliquer la masse des neutrinos, pourrait expliquer l'asymétrie matière-antimatière et, selon la masse des neutrinos stériles, la matière noire.